# Ugo Poletti

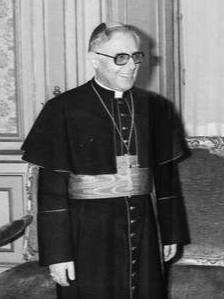
Ugo Kardinal Poletti (1978)

Ugo Kardinal Poletti (* 19. April 1914 in Omegna, Provinz Verbano-Cusio-Ossola, Italien; † 25. Februar 1997 in Rom) war Erzbischof von Spoleto und Kurienkardinal der römisch-katholischen Kirche.

## Leben
Ugo Poletti erhielt seine philosophische und theologische Ausbildung im Priesterseminar von Novara und empfing am 29. Juni 1938 das Sakrament der Priesterweihe. Er arbeitete anschließend als Gemeindeseelsorger und Subregens des Seminars von Novara.
Von 1954 bis 1958 war er als Provikar in der Verwaltung des Bistums Novara tätig. 1958 wurde er von Papst Pius XII. zum Titularbischof von Medeli und zum Weihbischof in Novara ernannt. Die Bischofsweihe spendete ihm am 14. September 1958 der Bischof von Novara, Vincenzo Gilla Gremigni; Mitkonsekratoren waren Mario Longo Dorni, Bischof von Pistoia, und Francesco Brustia, Bischof von Andria. Er nahm in den Jahren 1962 bis 1965 am Zweiten Vatikanischen Konzil teil und wurde 1967 Erzbischof von Spoleto.
1969 ernannte ihn Papst Paul VI. zum Titularerzbischof von Aemona und zum Generalvikar im Bistum Rom. Am 5. März 1973 nahm er Ugo Poletti als Kardinalpriester mit der Titelkirche Santi Ambrogio e Carlo in das Kardinalskollegium auf und ernannte ihn zum Kardinalvikar. Ugo Poletti vertrat den Papst bei mehreren Anlässen als Päpstlicher Legat. Er nahm an den Konklaven im August und im Oktober 1978 teil. Von 1985 bis 1991 war er Präsident der Italienischen Bischofskonferenz. 1989 verurteilte er die Aussagen einer Gruppe italienischer Theologen, nachdem diese die Amtsführung von Papst Johannes Paul II. kritisiert hatten. 1991 trat er aus Altersgründen von allen seinen Ämtern zurück. Seit 1991 war er Erzpriester der Basilika Santa Maria Maggiore. Er starb am 25. Februar 1997 nach einem Herzinfarkt in der Gemelli-Klinik in Rom.
Kardinal Poletti hat wesentlich an der Gründung der Priesterbruderschaft der Missionare des heiligen Karl Borromäus (FSCB) mitgewirkt.
Er soll laut einer Liste des italienischen Journalisten Carmine Pecorelli Mitglied der als politische Geheimorganisation zweckentfremdeten Freimaurerloge P2 gewesen sein.

## Ehrungen
- 1989: Großkreuz des Verdienstordens der Italienischen Republik